# Stefano Baldi
Stefano Baldi (Città della Pieve, 8 aprile 1961) è un diplomatico, scrittore e ambasciatore italiano.
Dal 2016 al 2020 è stato Ambasciatore d'Italia in Bulgaria e dal 5 gennaio 2021 al 15 settembre 2024 ha assunto l'incarico di Rappresentante permanente d'Italia presso l’Organizzazione per la sicurezza e la cooperazione in Europa a Vienna.

## Biografia

### Attività diplomatica
Si laurea in economia e commercio nel 1985 all'Università degli Studi di Roma "La Sapienza". Entra in Carriera diplomatica in seguito ad esame di concorso nel 1989 e viene destinato alla Direzione Generale per gli Affari economici.
Nel 1991 viene destinato all'Ambasciata d'Italia in Tanzania in qualità di vice capo missione. Dal 1995 al 1999 presta servizio alla rappresentanza permanente presso le organizzazioni internazionali a Ginevra come primo segretario di legazione.
Al suo rientro al Ministero nel 1999, dopo un breve periodo al Centro Cifra e Telecomunicazioni, viene nominato capo dell’Ufficio di Statistica del Ministero degli Affari esteri nell’ambito dell’Unità di Analisi e Programmazione della segreteria generale guidata dall'ambasciatore Roberto Toscano. Sotto la sua direzione è stato creato e pubblicato il primo annuario statistico del Ministero degli Affari esteri.
Nel 2002 viene assegnato alla Rappresentanza Permanente presso l'ONU a New York, come primo consigliere, responsabile per la I Commissione dell'Assemblea Generale su questioni di disarmo e non proliferazione. Dal 2006 al 2010 presta servizio presso la Rappresentanza Permanente presso l'Unione europea a Bruxelles dove svolge le funzioni di Consigliere Relex nell’ambito della Politica estera e di sicurezza comune.
Al suo ritorno al Ministero degli Affari esteri nel 2010, viene nominato capo dell'unità per la cooperazione scientifica e tecnologica della Direzione generale per la promozione del Sistema Paese.
A partire dal 2011, dopo la promozione a ministro plenipotenziario, viene nominato responsabile della formazione del ministero, prima come direttore dell’Istituto diplomatico "Mario Toscano" e dal 2014 come capo della specifica Unità all'interno della Direzione generale per le risorse e l'innovazione.
Dal 19 settembre 2016 al 3 gennaio 2021 è stato Ambasciatore d'Italia in Bulgaria.
Dal 4 gennaio 2021 al 15 settembre 2024 è stato ambasciatore, rappresentante permanente d'Italia all'OSCE a Vienna.

### Altre attività
Dal 2004 è l’ideatore e responsabile di progetto di ricerca dal titolo “La penna del diplomatico” che è iniziato alla fine degli anni novanta insieme all’Ambasciatore Pasquale Baldocci. Il progetto è teso ad individuare e valorizzare l’attività pubblicistica dei diplomatici italiani. In particolare la ricerca riguarda i libri scritti da diplomatici italiani dal dopoguerra ad oggi. Nell’ambito del progetto sono stati pubblicati tre libri (di cui uno in inglese) sul tema. Nel tempo il progetto si è ampliato con ricerche sui libri relativi alle residenze e alle Ambasciate italiane nel mondo. Le ricerche hanno portato all’individuazione di oltre 1300 libri di oltre 300 autori e i risultati sono continuamente aggiornati su un sito dedicato, dallo stesso titolo. 
Ha ideato e realizzato una serie di mostre divulgative fra cui quella dedicata a Leonardo da Vinci dal titolo Leonardo. Il genio gentile che è stata esposta in 39 città di 25 Paesi e tradotta in 14 lingue. È inoltre curatore della mostra su Il Perugino intitolata Il meglio maestro d'Italia ideata in occasione del cinquecentesimo anniversario della sua morte.
Ha ideato e condotto la trasmissione radiofonica Diplomazia e dintorni che è andata in onda dal 2013 al 2016 in 62 puntate sulla webradio RadioLuiss.it. Il programma aveva lo scopo di far conoscere da vicino diplomatici e diplomazia, soprattutto attraverso interviste a ospiti in studio.
Collabora con numerose università italiane (Università La Sapienza di Roma, Università Roma TRE, LUMSA, Università di Pavia, Università di Trento, Università di Forlì), dove organizza cicli di seminari e corsi su diplomazia e tematiche internazionali.

## Opere
- Stefano Baldi, Raimondo Cagiano de Azevedo, La popolazione italiana verso il 2000. Storia demografica dal dopoguerra ad oggi, Bologna, Il Mulino, 1999, ISBN 88-15-06246-7.
- Stefano Baldi, Jovan Kurbalija, Internet Guide for Diplomats, Malta, Diplo Publishing, 2000, ISBN 99909-55-12-3. Versione digitale
- Stefano Baldi, Antonio Enrico Bartoli, Carriere internazionali, Milano, Il Sole 24 Ore, 2000, ISBN 88-8363-740-2.
- Stefano Baldi, Eduardo Gelbstein e Jovan Kurbalija, The Information Society Library, Geneva, DiploFoundation, 2003. Versione digitale
- Stefano Baldi, Giuseppe Nesi, L'Italia al palazzo di vetro. Aspetti dell'azione diplomatica e della presenza italiana all'ONU, Trento, Collana Quaderni del Dipartimento di Scienze Giuridiche dell'Università di Trento, vol. 50, 2005, ISBN 88-8443-114-X. Versione digitale
- Stefano Baldi, Cinzia Buccianti, Le Nazioni Unite viste da vicino. Aspetti e problemi dell'attività dell'ONU e dell'azione dell'Italia, CEDAM, 2006, ISBN 88-13-26203-5.
- Stefano Baldi, Pasquale Baldocci, La penna del diplomatico. I libri scritti dai diplomatici dal dopoguerra ad oggi, FrancoAngeli, 2006, ISBN 88-464-7322-1.
- Stefano Baldi, Pasquale Baldocci, Through the Diplomatic Looking Glass, Geneva, DiploFoundation, 2007, ISBN 978-99932-53-18-1. Versione digitale
- Stefano Baldi, Gabriele Altana, Vademecum della PESD. Breve guida della politica europea di sicurezza e difesa, Roma, Ministero degli Affari Esteri, 2009. Versione digitale
- Stefano Baldi, Eduardo Gelbstein, Manuale di Management per diplomatici. Come attrezzarsi, Roma, Ministero degli Affari Esteri, 2016. Versione digitale
- Stefano Baldi, The European Union is 60 years old. Is it too young or too old?, Sofia, Ambasciata d'Italia Sofia, 2017. Versione digitale
- Stefano Baldi, Cultura in Residenza. L'esperienza dell'Ambasciata d'Italia a Sofia, Sofia, Ambasciata d'Italia Sofia, 2018. Versione digitale
- Stefano Baldi, Storia delle Relazioni Diplomatiche tra Italia e Bulgaria attraverso i documenti diplomatici italiani (PDF), Sofia, Paradigma, 2019, ISBN 978-954-326-391-2.
- Stefano Baldi, Ambasciatori d’Italia a Sofia. I protagonisti di 140 anni di relazioni diplomatiche fra Italia e Bulgaria, Sofia, Ambasciata d'Italia Sofia, 2020. Versione digitale
- Stefano Baldi, Album Fotografico - 140 anni di Relazioni diplomatiche fra Italia e Bulgaria, Sofia, Ambasciata d'Italia Sofia, 2020, ISBN 978-619-91508-1-8. Versione digitale
- Stefano Baldi, L'immaginario diplomatico. Conoscere i diplomatici attraverso le foto storiche (1861-1961) - Diplomatic Images. Discovering diplomats through historical photos (1861-1961), Sofia, Ambasciata d'Italia Sofia, 2020, ISBN 978-619-91508-2-5.Versione digitale
- (EN) Stefano Baldi, Inside the OSCE. Papers from the seminars for Italian Universities on the Organization for Security and Co-operation in Europe, Napoli, Editoriale Scientifica, 2023, ISBN 979-12-5976-712-7.Versione digitale